# Imelda Marcos
Imelda Romualdez Marcos (Manila, 1929. július 2. –)  Ferdinand Marcos (1917–1989) Fülöp-szigeteki elnök  felesége.

## Élete

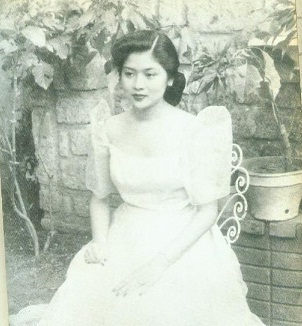
1953-ban

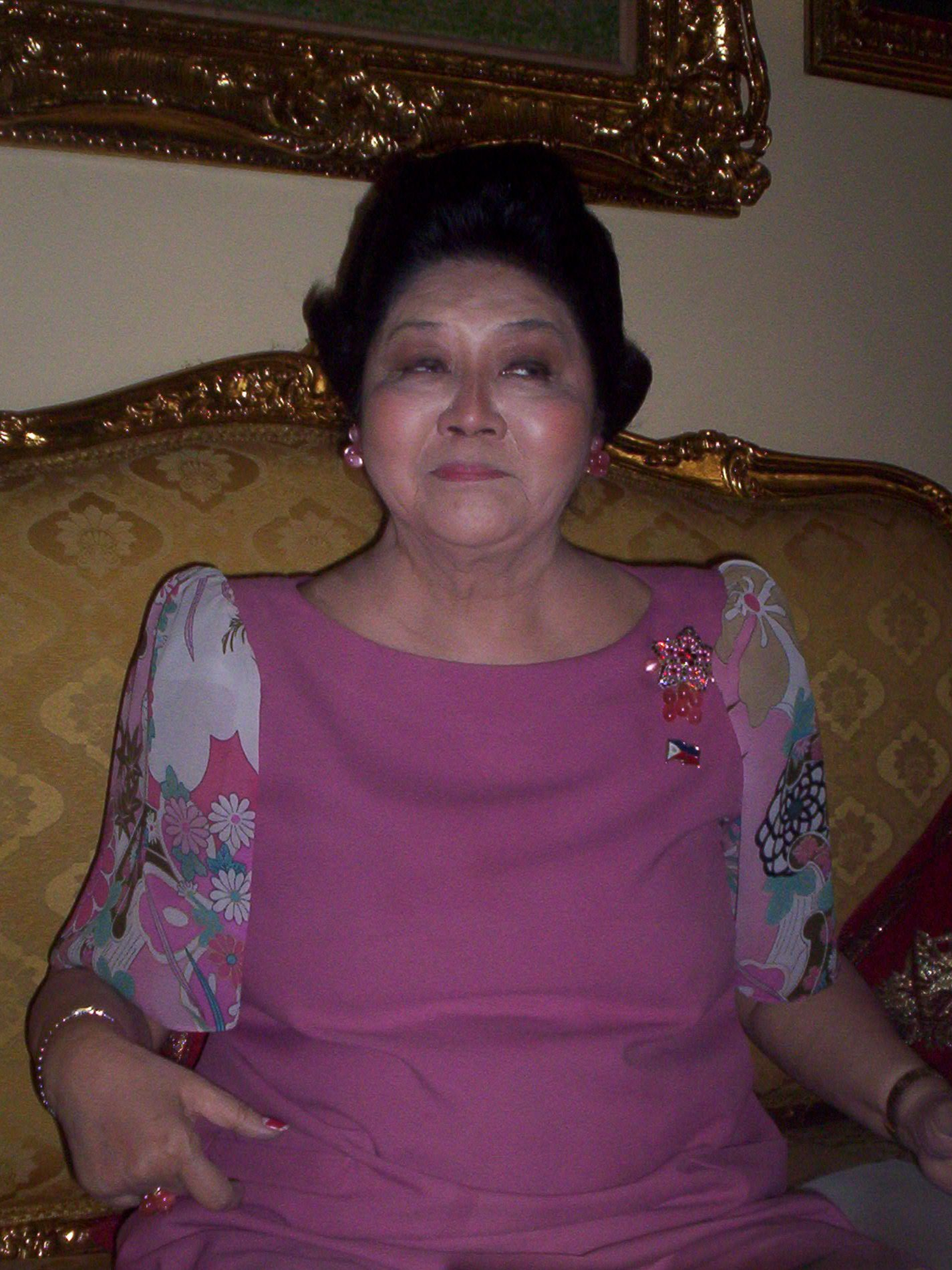
2008-ban

Imelda Romualdez egy nagy Fülöp-szigeteki oligarcha családból származik.
18 évesen részt vett a Miss Manila szépségversenyen, és második lett.
Imelda nem sokkal az 1972-es hadiállapot bevezetése után lett Nagy-Manila kormányzója, emberi települések és környezetvédelmi miniszter, valamint „ meghatalmazott és rendkívüli nagykövet” (Ambassador Plenipotentiary and Extraordinary).
1974-ben elhozta a Miss Universe nemzetközi szépségversenyt Manilába. 1982-től több filmfesztivált szervezett Manilában azzal a céllal, hogy egy „ázsiai Cannes-t” hozzon létre. 
A férje kormányzása alatt a Fülöp-szigeteken személyi kultusza épült ki. 1983-ban kormányzata érintett volt fő politikai ellenfele, Benigno Aquino meggyilkolásában. Ez egymáshoz fűződő események láncolatát indította el, így többek között egy csalásokkal tarkított elnökválasztásra is sor került; ez vezetett végül az 1986-os forradalomhoz és Imelda és Ferdinand Marcos hawaii száműzetéséhez. Később olyan hírek kaptak lábra, hogy Imelda több milliárd dollárnyi Fülöp-szigeteki közpénzt mentett ki amerikai, svájci és más bankszámlákra férje 20 éves elnöki uralma alatt.
1991-ben Imelda Marcos visszatért Manilába. 1992-ben sikertelenül indult az elnökválasztáson.
1995 és 1998  között majd 2010 és 2019 között a Fülöp-szigeteki képviselőház tagja volt.

## Megalomániája
Imelda Marcos neve összeforrott a giccses nagyzolással, amely hazájának a Marcos-rezsim fennállása alatt súlyos pénzekbe és ezzel együtt gazdaságának jelentős visszaesésébe került. Saját maga számára elképesztő mennyiségű ékszert, ruhát, aranyat, luxuscikket halmozott fel, gazdagságát fitogtatta is mások előtt. A nem egyedülálló jelenséget egyesek Imelda Marcos-szindrómá-nak is nevezik.
Imelda a fejébe vette, hogy a Fülöp-szigeteket kulturális nagyhatalom-má teszi, a Nyugat szellemi versenytársává. Ez a valóságban viszont nem jelentett egyebet, mint a nyugati és egyes ázsiai minták lemásolását, amelyet filippinó elemekkel ötvözött Imelda, ennek eredménye pedig egy rendkívül csiricsáré, kínosan zavaró egyveleg lett. Az általa építtetett kulturális központok, filmszínházak, színházak, múzeumok, emlékművek és egyéb építmények, melyek mind magukon hordozták a ezt feszélyezést, óriási összegeket emésztettek fel, mialatt a lakosságot természeti katasztrófák súlytották és a létbiztonságuk forgott kockán.
Imelda úgy látta, hogy az országban bőséggel áll rendelkezésre kókuszdió, amit ő építőanyagként képzelt el hasznosítani. Ennek jegyében született a Filippinó otthon (Tahanang Pilipino), amit az utókor Kókuszdió Palotá-nak nevezett el. Az építésének költsége mintegy 37 millió dollár volt, s még a berendezési tárgyakat is kókuszhéjból készítették.

## Fordítás
- Ez a szócikk részben vagy egészben  az   Imelda Marcos című német Wikipédia-szócikk fordításán alapul.  Az eredeti cikk szerkesztőit annak laptörténete sorolja fel. Ez a jelzés csupán a megfogalmazás eredetét és a szerzői jogokat jelzi, nem szolgál a cikkben szereplő információk forrásmegjelöléseként.